# Secretário de Estado
Um secretário de Estado é um membro de um governo de certos estados soberanos ou não, normalmente de categoria superior ou intermédia. A função e a categoria dos secretários de Estado varia conforme o país. Os secretários de Estado poderão dirigir um departamento designado ou não "secretaria de Estado".
Em muitos países, um secretário de Estado é um membro do governo, de nomeação política, de categoria inferior à de ministro. Normalmente, os titulares do cargo são políticos, mas em certos países (como a Alemanha e a Suécia) são oriundos do funcionalismo público. Em outros países (como o México e o Reino Unido), os secretários de Estado são os membros do gabinete equivalentes aos ministros de outros países. Nos EUA e no Vaticano, existe apenas um secretário de Estado que é o membro do governo, respectivamente, responsável pela política externa (equivalente a um ministro do Exterior) e pela chefia do governo (equivalente a um primeiro-ministro).

## História
A figura de secretário de Estado deriva da antiga função de secretário de um soberano, um funcionário ou conselheiro de confiança daquele ao qual eram atribuídas funções de alta responsabilidade e, frequentemente, de caráter reservado. Isso mesmo é evidenciado pela etimologia da palavra "secretário" que vem do latim medieval "secretarius", por sua vez derivado de "secretum" (segredo). Os secretários de Estado aparecem nas monarquias europeias nos finais do século XVI, inicialmente com funções genéricas e, posteriormente, encarregues de matérias e repartições específicas, acabando por se tornarem nos principais colaboradores dos soberanos.
O título de "secretário de Estado" foi atribuído pela primeiro vez em 1558, pelo Rei Henrique II da França, aos até aí designados "secretários das Comendas e das Finanças", os quais foram equiparados aos grandes oficias da Coroa. Cada secretário de Estado estava encarregue da gestão de um conjunto de competências funcionais específicas (Negócios Estrangeiros, Guerra, etc.), bem como da administração de um conjunto de províncias, incluindo as relações com os estados estrangeiros adjacentes. Foram inicialmente criados os cargos de secretários de Estado dos Negócios Estrangeiros, da Guerra, da Marinha e da Casa do Rei e, posteriormente, o de secretário de Estado da Religião.
Em Inglaterra, o título de "secretário de Estado" começou a ser utilizado no final do reinado de Isabel I, para designar cada um dos dois secretários do Rei, cargos com origem medieval. Ambos, tinham competências genéricas na gestão dos negócios públicos, assumindo uma importância governamental cada vez maior. Em 1660, os dois secretários de Estado passaram a ser os secretários de Estado para o Departamento do Norte e para o Departamento do Sul. Ambos continuaram a compartilhar as competências relativas aos negócios domésticos, mas, no diz respeito aos negócios estrangeiros, as competências foram divididas, com o secretário de Estado para o Departamento do Norte a ficar responsável pelas relações com os estados protestantes e o secretário de Estado para o Departamento do Sul pelas relações com os estados católicos. Só em 1782, a divisão de competências com base geográfica foi substituída pela de base funcional, com a criação dos cargos de secretário de Estado para o Departamento Doméstico e de secretário de Estado para os Negócios Estrangeiros, em substituição dos anteriores cargos secretário de Estado.
Nos reinos da Península Ibérica, o sistema de governo conhecido como "polissinodia" — que se baseava numa pluralidade de conselhos, juntas e outros órgãos colegiais que exerciam, para além de funções judiciais e legislativas, também muitas das funções executivas do Estado — sobreviveu até mais tarde do que em outros estados europeus. No final do século XVI, nos reinos ibéricos, foram introduzidas as figuras dos secretários de Estado nos quais os monarcas foram delegando cada vez mais funções executivas, tornando-os quase nos correspondentes dos modernos primeiros-ministros. Para além dos secretários de Estado propriamente ditos, com competências genéricas em todas as áreas da política interna e externa, foram ocasionalmente introduzidos outros secretários responsáveis por pastas específicas, os quais estavam normalmente subordinados aos primeiros.
Depois da Revolução Francesa, o título de "secretário de Estado" foi substituído pelo de "ministro". Durante o Primeiro Império Francês, o título de "secretário de Estado" passou a ser aplicado ao ministro encarregue de organizar o trabalho do Governo e de confirmar os decretos imperiais. Com a Restauração da Monarquia, o título de "secretário de Estado" foi recuperado e unido ao de "ministro", passando os membros do Governo a ter a designação oficial de "ministros secretários de Estado", designação essa que foi também adaptada por outros países.
A partir de meados do século XIX, a designação "secretário de Estado" foi caindo em desuso na maioria dos países e acabou por ser substituída inteiramente pela de "ministro". Contudo, por tradição, diversos governos mantiveram o título "subsecretários de Estado" para designar os vice-ministros.
Alguns regimes do tipo presidencialista (como o do Segundo Reich na Alemanha ou o do Sidonismo em Portugal) reintroduziram o título "secretário de Estado", em substituição do de "ministro", para acentuarem o fato dos membros dos seus gabinete serem meros delegados do chefe de Estado ou de governo, no qual residia a verdadeira titularidade do poder executivo.
Na primeira metade do século XX, em alguns governos franceses foi reintroduzido o cargo de secretário de Estado, mas desta vez não como um equivalente a ministro, mas como um mero colaborador subalterno deste. Na segunda metade do século, a instituição dos secretários de Estado subordinados aos ministros tornou-se permanente na França, os quais assumiram as funções e substituíram por completo os anteriores subsecretários de Estado. Este sistema de secretários de Estado acabou por ser, posteriormente, adaptado em diversos outros países.

## Secretários de Estado por países

### Alemanha
Na Alemanha, um secretário de Estado (Staatssekretär) é um funcionário público de hierarquia imediatamente inferior à do ministro, no âmbito de um ministério federal ou estadual. O cargo alemão de secretário de Estado é semelhante ao de vice-ministro ou ministro adjunto em outros países. Apesar de ser o mais alto funcionário administrativo na hierarquia de cada ministério, o mesmo é um cargo político, uma vez que é preenchido por nomeação baseada em critérios políticos e não numa promoção de carreira no âmbito do funcionalismo público. Cada secretário de Estado depende da confiança política do seu ministro e pode, a qualquer momento, ser retirado do cargo, o que acontece normalmente, quando muda o governo ou o titular do ministério.
Um caso especial é o secretário de Estado parlamentar (Parlamentarische Staatssekretär), o qual é um membro do parlamento nomeado para servir como secretário de Estado de um ministério.

### Brasil
No Brasil, os secretários de Estado são os membros dos governos dos diversos estados, com funções análogas às dos ministros federais, chefiando pastas especializadas (ex. Saúde, Educação e Segurança Pública). Esses assessores de alto escalão da administração local normalmente são chamados como "secretários estaduais" ou simplesmente "secretários", mas podem obter outros nomes, ex. Chefe da Casa Civil do Estado.
Essa organização também é reproduzidas pelos governos locais, com os municípios possuindo membros de assessoria direta aos prefeitos municipais que exercem funções análogas às dos ministros federais ou dos secretários estaduais, chefiando pastas especializadas (ex. Saúde, Educação e Finanças). Esses assessores de alto escalão da administração local normalmente são chamados como "secretários municipais" ou simplesmente "secretários", mas podem obter outros nomes, ex. Chefe da Casa Civil do Município.

### Espanha
Atual figura do secretário de Estado foi introduzida na Espanha em 1977, como o segundo na hierarquia ministerial, imediatamente atrás de um ministro, segundo um modelo já existente em países como a França e Portugal.
Na Espanha do Antigo Regime, o secretário de Estado era um alto cargo equivalente ao que é hoje um primeiro-ministro. O cargo institucional de secretário de Estado foi introduzido em 1714, quando das reformas borbônicas do Rei Filipe V, que fizeram decair o tradicional sistema de governo polissinodial. Competia ao seu titular o exercício das funções diretivas do poder executivo, por delegação direta do Rei, o qual concentrava todos os poderes como rei absoluto. Para além do secretário de Estado, foram também introduzidos os cargos de secretários da Fazenda, da Justiça e da Guerra, Marinha e Índias. Ocasionalmente, os secretários de estado foram referidos como "primeiros-ministros", "ministros de Estado" ou "ministros plenipotenciários". Com a introdução definitiva da monarquia constitucional, o cargo de secretário de Estado foi extinto e substituído pelo de presidente do Conselho de Ministros.

### EUA
No governo Federal dos EUA, o secretário de Estado (secretary of State ou State secretary) é o funcionário responsável pela política externa, com uma função análoga à de um ministro dos Negócios Estrangeiros em outros países. O secretário de Estado dirige o Departamento de Estado dos Estados Unidos e é considerado o mais alto membro da hierarquia do gabinete presidencial. A designação "secretário de Estado" deve-se ao fato do mesmo ter algumas responsabilidades de âmbito interno, como é o caso da tutela do Grande Selo dos Estados Unidos.
A maioria dos governos dos diversos estados dos EUA também inclui um funcionário com o título de "secretário de Estado". As funções específicas de cada um destes secretários de Estado variam de acordo com as constituições de cada estado, mas, normalmente, incluem a supervisão das eleições.

### França
Atualmente, na França, um secretário de Estado (secrétaire d'État) é um dos membros do governo do escalão mais baixo da hierarquia ministerial, com excepção dos altos-comissários introduzidos ocasionalmente. Estão, portanto, imediatamente abaixo dos ministros delegados (estes, por sua vez, imediatamente abaixo dos ministros). Os secretários de Estado podem ser autónomos ou estarem sob a égide de um ministro ou do próprio primeiro-ministro. Em princípio, tem a seu cargo um setor de atividade particular. Os secretários de Estado não têm assento no Conselho de Ministros, a não ser que um ou mais pontos da ordem de trabalhos se refira ao seu setor de atividade.
Até à Quinta República Francesa, as funções atualmente desempenhadas pelos secretários de Estado estavam a cargo de subsecretários de Estado, cujo título tinha origens históricas e se devia ao fato de, no passado, os ministros serem designados "secretários de Estado". A partir da primeira metade do século XX, alguns governos franceses introduziram a função de secretário de Estado como um cargo de estatuto intermédio entre o de ministro e o de subsecretário de Estado. Na Quinta República, os secretários de Estado substituíram inteiramente os antigos subsecretários de Estado.
Na França do Antigo Regime, eram designados "secretários de Estado" os correspondentes aos atuais ministros.

### México
No México, os secretários de Estado são os membros do gabinete do Presidente dos Estados Unidos Mexicanos, no qual reside a titularidade do poder executivo federal. Os secretários de Estado mexicanos são, portanto, equivalentes aos ministros dos governos de outros países. A sua nomeação é feita pelo Presidente e sujeita a ratificação pelo Congresso da União.
Cada secretário de Estado dirige uma secretaria de Estado, responsável por um dos ramos da Administração Pública Federal.
A designação "secretário de Estado" é genérica e refere-se a um estatuto oficial. Contudo, o título específico de cada um dos secretários de Estado inclui apenas o termo "secretário" (ex.: secretário das Relações Exteriores, secretário da Defesa Nacional, etc.). O procurador-geral da República é equiparado a um secretário de Estado, sendo também membro do gabinete.

### Moçambique
Em Moçambique, o cargo de Secretário de Estado foi criado no seguimento da revisão constitucional de 2018 e da nova legislação sobre descentralização de 2018 e 2019. O Secretário de Estado na província representa o governo central e é nomeado e empossado pelo Presidente da República. Na nova legislação os governadores provinciais passaram a ser eleitos pelo voto popular.

### Portugal
Atualmente, em Portugal, os secretários de Estado são os membros do Governo de categoria intermediária entre a de ministro e a de subsecretário de Estado. Normalmente, não dispõem de competências próprias, exercendo apenas as que lhes forem delegadas pelo ministro respetivo ou diretamente pelo primeiro-ministro. Apesar de não fazerem parte do Conselho de Ministros, os secretários de Estado podem participar nas suas reuniões, se convocados para tal, sem direito a voto.
Os membros dos governos das regiões autónomas de Portugal equiparados a secretários de Estado são designados "secretários regionais".
O cargo de secretário de Estado foi criado no reinado de D. Sebastião, competindo-lhe a direção geral da política interna e externa do Reino. Ocasionalmente, o secretário de Estado era coadjuvado por outros secretários especializados. Durante a União Ibérica, passaram a existir dois secretários de Estado, um em Lisboa e outro junto do Conselho de Portugal em Madrid. Depois da Restauração da Independência, o Alvará de 29 de novembro de 1643 do Rei D. João IV manteve o secretário de Estado como uma espécie de primeiro-ministro e de ministro dos Negócios Estrangeiros e criou os cargos de secretário das Mercês e Expediente e de secretário da Assinatura, cada qual encarregue de uma secretaria, que agiam sob a coordenação do primeiro. Este sistema manteve-se até ao início do século XVIII, com excepção do breve período do reinado de D. Afonso VI no qual foi restaurado o cargo de escrivão da puridade com preponderância sobre o secretário de Estado.
No reinado de D. João V, por Alvará de 28 de julho de 1736, os secretários de Estado, das Mercês e Expediente e da Assinatura foram substituídos por três secretários de Estado, cada qual com a tutela dos assuntos de uma determinada natureza, segundo o moderno sistema de pastas ministeriais. Passaram então a existir os secretários de Estado dos Negócios Interiores do Reino, dos Negócios Estrangeiros e da Guerra e dos Negócios da Marinha e Ultramar, cada qual dirigindo uma secretaria de Estado e dos quais o primeiro se encarregava da coordenação dos restantes.
A partir do final do século XVIII foram sendo criados outros cargos de secretários de Estado. No século XIX, a designação "secretário de Estado" começa a ser substituída preferencialmente pela de "ministro". Formalmente, os dois títulos são unidos e — até ao final da Monarquia Constitucional — cada membro do Governo é designado oficialmente "ministro e secretário d'Estado dos Negócios da pasta tal".
Com a implantação da república, o título "secretário de Estado" cai definitivamente em desuso, sendo substituído inteiramente pelo de "ministro". A excepção é o breve governo presidencialista de Sidónio Pais, onde o título é reintroduzido, em detrimento do de "ministro", para acentuar o fato dos titulares do cargo serem meros delegados do Presidente da República, sendo este o único titular do poder executivo.
Apesar da caída em desuso do termo "secretário de Estado", durante grande parte a Primeira República e do Estado Novo, foi usado o título "subsecretário de Estado" para designar o cargo equiparado ao de um vice-ministro.
Através do Decreto-Lei n.º 41 824 de 13 de agosto de 1958, dá-se uma reorganização da estrutura do Governo, prevendo-se que os ministérios possam ser divididos em departamentos designados "secretarias de Estado", a cargo de secretários de Estado. O cargo de secretário de Estado é agora distinto e hierarquicamente inferior ao de ministro. Entretanto, atualmente e na maioria dos casos, os secretários de Estado deixaram de ter a seu cargo uma secretaria de Estado — como departamento estruturado — e passaram apenas a ter competências delegadas pelos ministros.
No regime transitório de governo do Estado de Angola, implementado após o 25 de abril de 1974, os anteriores secretários provinciais — transitoriamente designados simplesmente "secretários" entre julho e novembro de 1974 — passaram a ser designados "secretários de Estado". No Governo Provisório de Angola, presidido pelo Alto-comissário, os secretários de Estado exerciam funções executivas análogas às de ministros. Poderiam estar encarregues da direção de uma secretaria de Estado ou ser secretários de Estado sem pasta, neste caso sendo-lhes atribuídas funções específicas pelo Alto-comissário.
De acordo com a atual Constituição, os secretários de Estado não têm poderes próprios, sendo os seus poderes delegados pelos ministros através de despacho publicado em Diário da República.

### Reino Unido
No Reino Unido, o título "secretário de Estado" (secretary of State) designa a maioria dos ministros membros do gabinete, com algumas excepções como é o caso do chanceler do Erário (chancellor of the Exchequer), o ministro responsável pelas Finanças. Os secretários de Estado são nomeados diretamente pelo primeiro-ministro e são responsáveis — juntamente com os outros membros do gabinete — pelo governo do Reino Unido. Cada secretário de Estado encarrega-se da gestão de um departamento ministerial que pode ter várias designações como "departamento" (department), "ministério" (ministry)" ou "repartição" (office).
Até meados da década de 1960, só alguns dos ministros do gabinete tinham o título de "secretário de Estado". Os restantes tinham títulos variados como os de "ministro", de "presidente da Junta de Comércio" (ministro do Comércio) ou de "primeiro lorde do Almirantado" (ministro da Marinha). Na sequência das reformas do primeiro-ministro Harold Wilson, a partir de 1964, iniciou-se um processo de uniformização dos títulos dos membros do gabinete, passando quase todos a ser designados por "secretários de Estado".

### Suécia
Na Suécia, um secretário de Estado (Statssekreterare) é um cargo de nomeação política de estatuto imediatamente inferior ao de ministro. Ao contrário dos ministros, os secretários de estado não formam parte do gabinete. Tipicamente, existe um secretário de Estado junto de cada ministro do gabinete e dois junto do primeiro-ministro. Por razões históricas, o secretário de Estado junto do ministro dos Negócios Estrangeiros tem o título de "secretário do Gabinete" (Kabinettssekreterare). Os secretários de Estado suecos tendem a ter origem no funcionalismo público ou em áreas profissionais relevantes para o cargo que desempenham.

### Vaticano
No Vaticano, o cardeal secretário de Estado (oficialmente "secretário de Estado de Sua Santidade o Papa") é o titular da Secretaria de Estado da Santa Sé, o mais importante dicastério da Cúria Romana. Entre as suas competências estão da de dirigir as atividades dos outros dicastérios e de dirigir as relações exteriores da Santa Sé, o que faz dele uma espécie de primeiro-ministro e de ministro do Exterior do Vaticano. Após a morte ou renúncia do Papa, o secretário de Estado tem a sua nomeação expirada e sua função é transferida para o Cardeal Camerlengo que administra a Santa Sé junto com o Colégio de Cardeais.